# Oreophoetes peruana
Oreophoetes peruana är en insektsart. Oreophoetes peruana ingår i släktet Oreophoetes och familjen Diapheromeridae.

## Underarter
Arten delas in i följande underarter:
- O. p. nigripes
- O. p. peruana